# Raffinerie de Port-Jérôme-Gravenchon
La raffinerie de Port-Jérôme-Gravenchon, située à Port-Jérôme-sur-Seine (commune déléguée de Notre-Dame-de-Gravenchon) dans le département de la Seine-Maritime appartient à  Esso S.A.F., filiale à 82,89 % du groupe ExxonMobil, premier groupe privé pétrolier et pétrochimique du monde. Elle regroupe depuis 2001 deux établissements voisins : la « Raffinerie de Port-Jérôme », mise en service en 1933 par la Société franco-américaine de raffinage, ancêtre d' Esso S.A.F., et la « Raffinerie de Notre-Dame-de-Gravenchon », mise en service en 1935 par la Vacuum Oil Company S.A.F., ancêtre de la Mobil Oil Française.

## Historique de la raffinerie de Port-Jérôme
La raffinerie reprend le nom de la cale créée en 1860 sur la rive droite de la Seine, à Notre-Dame-de-Gravenchon face à Quillebeuf-sur-Seine, lors des imposants travaux d'aménagement et de navigabilité du fleuve entre Villequier, La Mailleraye et Tancarville. La cale a été baptisée en l'honneur de Jérôme Bonaparte, le frère cadet de l'empereur Napoléon Ier, qui avait inauguré à cet endroit les premiers travaux d'endiguements du fleuve en 1850. Un an après la mort de Jérôme, elle accueille son neveu l'empereur Napoléon III, le 28 mai 1861, lors de sa visite des travaux de la Basse-Seine.
Le site, perdu dans les prés de la vaste berge protégés du fleuve par une digue, se voit lentement désenclavé, d'abord vers l'autre rive de la Seine par un bac à vapeur reliant Port-Jérôme à Quillebeuf, inauguré le 27 juillet 1873 et plus tard vers Lillebonne grâce à une ligne de chemin de fer départemental, dont le trajet arrêté en 1875 n'est ouvert que partiellement à l'exploitation le 3 août 1882.

### De la construction à la destruction en 1940
Il ne se passe plus rien dans ces prairies potentiellement inondables de Port-Jérôme avant que 114 ha de terrains à usage industriel soient proposés à la vente, « à un prix avantageux », en mars 1930. On ne sait pas qui les achète, entre la Société industrielle de Port-Jérôme constituée en août 1929, agissant pour le compte de la société américaine Vacuum dont elle intègre le nom dans sa raison sociale le 7 juillet 1930 sous la forme de Raffinerie de la Vacuum Oil Company  et la Société Franco-Américaine de raffinage, filiale de la société américaine Standard Oil of New Jersey. A l'automne de cette même année, on apprend cependant que « Bedford Petroleum, filiale de la Standard Oil of New Jersey aurait reçu l'autorisation d'installer une raffinerie à Port-Jérôme, près de Rouen » et que « d'importants travaux ont été décidés à Port-Jérôme pour le raffinage des hydrocarbures. L'usine [...] occuperait une superficie de cent hectares [...] Pour recevoir le pétrole brut la Chambre de commerce de Rouen envisage la création d'un port annexe qui comportera un bassin à flot [...] En attendant que ce port soit construit un pipeline sera établi jusqu'au Havre ».
Ce n'est toutefois que par décret du 1er avril 1931, pris à la suite de sa demande du 14 octobre 1929, que la Société franco-américaine de raffinage, 82 avenue des Champs-Élysées à Paris, est autorisée en application de la loi du 30 mars 1928 à importer du pétrole pour raffinage intégral dans son usine de Port-Jérôme, en quantités nécessaires pour livrer annuellement à la consommation 38 000 tonnes d'huiles minérales raffinées, 356 000 tonnes d'essences, 139 000 tonnes  d'huiles lourdes, 45 400 tonnes de combustibles liquides dits gas oils, et, provisoirement sans limitation, les huiles minérales lourdes épurées (dites de vaseline), les résidus dits fuel oils, les consistants dits road oils, les cokes et braies de pétrole, la paraffine. Ces tonnages représentent 20,4% du contingent total alloué par l'ensemble des décrets autorisation. L'autorisation accordée à la Franco-américaine de raffinage vaut tant pour son pour son compte que pour celui des sociétés Bedford Petroleum Cy, Économique, Compagnie Générale des Pétroles, André fils et leurs associés, La Mailleraye.
La raffinerie est implantée sur un terrain de près de 190 ha en forme de rectangle  dont le petit côté sur la rive mesure 750 m et le grand côté, perpendiculaire à la Seine, s'étend sur près de 2 500 m. Une fois achevé le remblaiement et la consolidation de ces terrains  instables et marécageux, les travaux de construction des unités de raffinage peuvent commencer. La Franco-américaine de raffinage a pour ambition d’ériger « une usine monstre (l’une des plus grandes du monde, d’une capacité de 580 000 tonnes) ». A la mi-1931 « on en est aux travaux d’appontement [pour l’approvisionnement par bateaux-citernes remontant la Seine], de fondation et de canalisation ».
Tandis que les ouvriers spécialisés en montage de réservoirs sont accueillis dans des dortoirs et nourris dans des cantines aux frais de la Franco-américaine, celle-ci démarre la construction d'une véritable petite ville sur le territoire de Notre-Dame-de-Gravenchon. Il est prévu de construire pour les ouvriers une cité de 430 logements familiaux et un hôtel de 50 chambres pour les célibataires, pour les employés une cité de 74 logements familiaux et un hôtel de célibataires de 20 chambres, pour les ingénieurs 31 villas et un hôtel de célibataires de 15 chambres, sans oublier une école, un bureau de poste, des postes d'incendie et de police.
Parmi les tout premiers ingénieurs chargés du démarrage de la raffinerie en 1933 on note la présence de Lucien Kahn et Georges Mélik-Noubaroff, tous deux diplômés de l'École nationale supérieure des mines de Paris, respectivement promotions 1926 et 1928, de René Navarre, futur initiateur et directeur général de l'Institut français du pétrole (I.F.P.) en 1944, ainsi que de Serge Scheer, diplômé de l’École centrale de Lyon (1922) et Jacques Ballet, ingénieur chimiste, tous deux, successivement, futurs PDG d'Esso Standard.
L’usine est partiellement opérationnelle 18 mois plus tard, lorsqu’arrive au Havre le 23 janvier 1933 le premier navire pétrolier chargé de 16 000 tonnes de pétrole brut destinés à la production d’asphalte. Six mois plus tard, la Standard lance une grande campagne de publicité, destinée à mettre en avant l’origine française des produits de la marque fabriqués à la raffinerie de Port-Jérôme, « la plus moderne d’Europe ».
L'année suivante, deux événements remettent l'usine en première place dans toute la Presse française. Le 22 mars 1934 La Girafe, un petit pétrolier débutant un chargement d'essence produite à la Franco-américaine, explose à la darse de Port-Jérôme, tuant André Davril, sous-chef de distribution de la raffinerie et 6 membres de l'équipage, dont le capitaine du navire et son second, blessant plus ou moins grièvement plusieurs autres personnes. Il s'ensuit un procès entre la Société des raffinages de pétrole de la Gironde, propriétaire du vapeur, et la Franco-américaine de raffinage aux fins d'établir les responsabilités et de fixer les dommages et intérêts. Le 7 juin 1934, l'usine est officiellement inaugurée.

La raffinerie de Port-Jérôme en 1934.
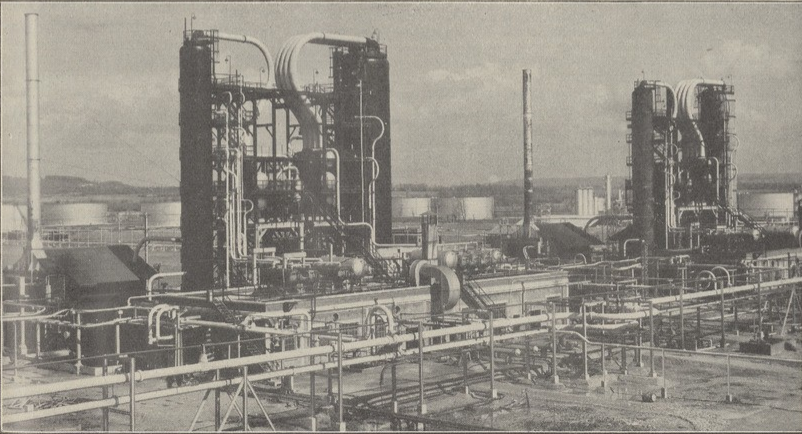
Vue d'ensemble
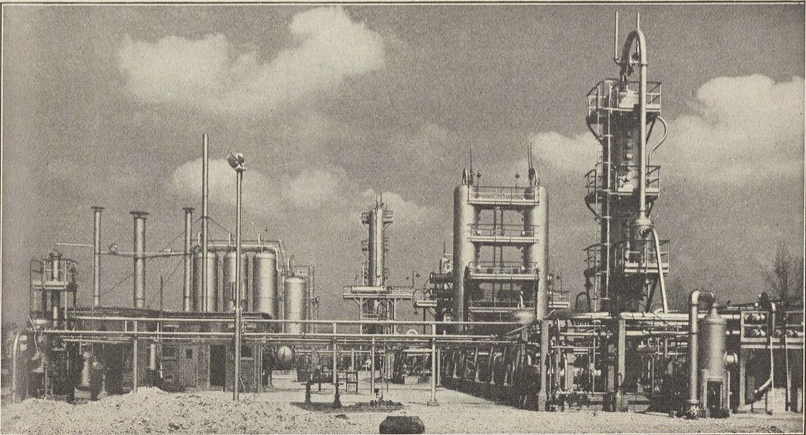
Unité de raffinage

En 1937, l'usine de Port-Jérôme, première raffinerie de France, qui emploie 1 200 personnes dont plusieurs centaines de techniciens et d'opérateurs en travail posté en 3 x 8, a traité 1 200 000 tonnes de pétrole brut.
Au printemps 1940, du fait de l'avancée des troupes allemandes, les installations et les réserves de brut et de produits finis sont incendiées le 9 juin, pour certains sur ordre du Gouvernement, pour d'autres de la main et de la propre initiative d'André Martin, centralien, ingénieur, entré dans l'entreprise en 1935.

### La reconstruction et la croissance d'après-guerre
Entre les destructions volontaires de 1940, les saisies de matériels par les Allemands, les bombardements alliés de 1944, la raffinerie est hors service à la Libération, même si quelques réservoirs ont été épargnés. La reconstruction débute dès 1945. En 1946 l'usine rallume ses feux et en 1948 elle retrouve son rythme d'activité d'avant-guerre. Trois ans plus tard, le Commissariat général au plan et à la modernisation dresse le bilan des travaux : « Reconstruction des stockages (1945-1949), reconstruction des unités de distillation (1945-1946), modification tendant à l’augmentation des capacités de traitement (1947-1952), fabrication des essences spéciales (1949), remise en état en 1947-1948 d'une des deux unités de cracking reforming fonctionnant avant-guerre, récupérée en Autriche après avoir été enlevée par les Allemands en 1940, raffinage de l'essence (1947), fabrication des huiles de graissage (1949-1952), reconstruction de la centrale électrique et de la chaufferie, aménagement du réseau vapeur et des voies ferrées (1945-1950) ».
En 1950, la Standard française annonce son projet de remplacement de l'unité de cracking récupérée en Autriche par une nouvelle unité de craquage catalytique à fluide de 10 000 barils (environ 1 600 m3) par jour. Cette nouvelle unité dont la mise en service est prévue pour 1952 doit améliorer les rendements, modifier la répartition des produits fabriqués au bénéfice de l'essence à indice d'octane élevé, sans que les volumes de brut ne soient modifiés. L'investissement estimé à 1 750 000 $ est financé à l'aide de crédits alloués par l'Administration de coopération économique (ECA), organe de répartition des aides du Plan Marshall.
Les nouveaux laboratoires sont inaugurés le 7 avril 1951 par Pierre Guillaumat, alors directeur des carburants, entouré des dirigeants de toutes les compagnies pétrolières opérant en France et de nombreuses personnalités du monde de la chimie. Les professionnels présents soulignent que ces équipements « constituent un progrès considérable sur ceux que l'industrie possédait avant la guerre. Les nouveaux laboratoires comprennent un département des contrôles et applications techniques, le laboratoire de recherche et développement et un laboratoire « Moteurs »doté d'un atelier ».

Laboratoires de la raffinerie de Port-Jérôme en 1951.
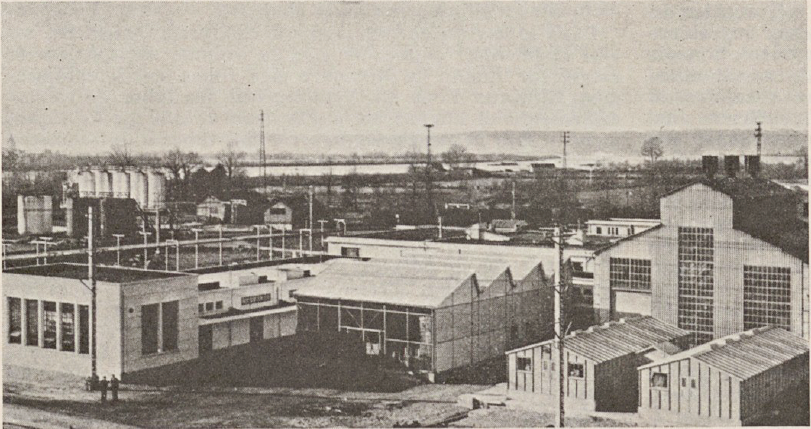
Vue d'ensemble
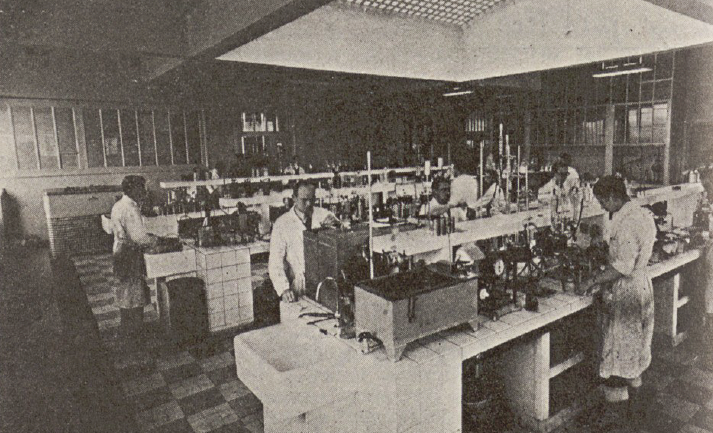
Laboratoire de contrôle

Une troisième unité de distillation à deux étages, d'une capacité de 1,25 millions de tonnes par an, mise en route en mai 1954, porte la capacité totale de distillation à 4,2 millions de tonnes par an.
En juillet 1955, la société décide de construire une deuxième unité de craquage catalytique, identique à la première, finalement mise en service en juillet 1957. Il faut en effet répondre à la croissance de la demande en carburant de qualité et en gaz liquéfié. La construction de cette nouvelle unité nécessite l'augmentation corrélative de la production de vapeur et d'électricité et celle des capacités de refroidissement.

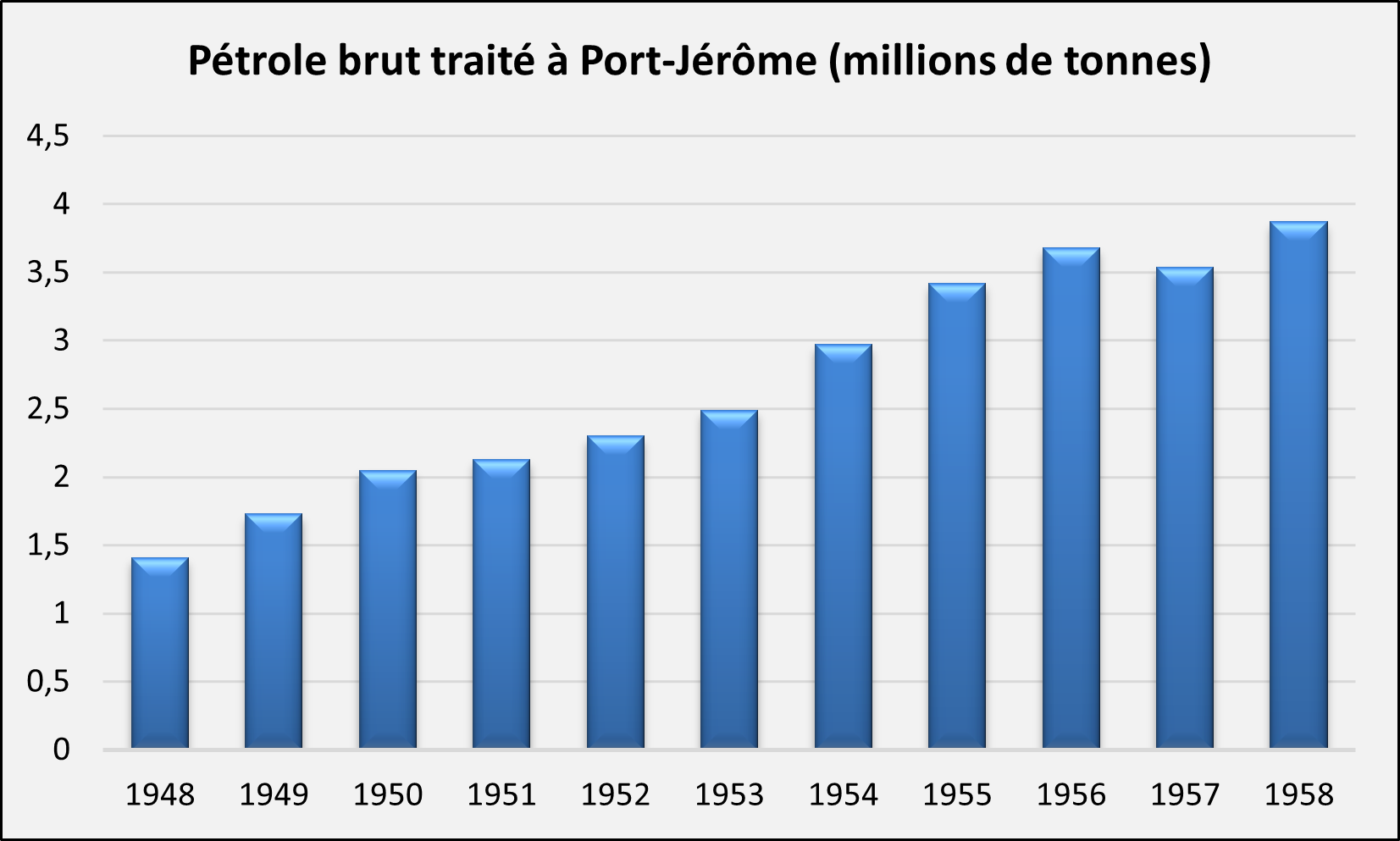
Pétrole brut traité à la raffinerie de Port-Jérôme 1948-1958

En onze ans de fonctionnement, le tonnage de pétrole brut traité à Port-Jérôme a été multiplié par 2,75. Le tassement de 1957 est la conséquence de la crise de Suez entraînant la fermeture temporaire du canal, l'allongement des délais de transport et la réduction de la production. Pour réguler les approvisionnements en France, les raffineurs ont conclu, dès le début de la crise, un accord de solidarité permettant de se répartir équitablement le brut entre raffineries. Esso, mieux pourvue en brut que ses consœurs, leur rétrocède du pétrole et réduit d'autant sa production. La mise en service de la raffinerie de Bordeaux en mars 1959, dont la création avait été décidée au printemps 1955, marque la fin de la période de reconstruction/rénovation de la raffinerie Port-Jérôme qui s'ouvre désormais au développement de la pétrochimie.

### Développement de la pétrochimie et création de filiales spécialisées

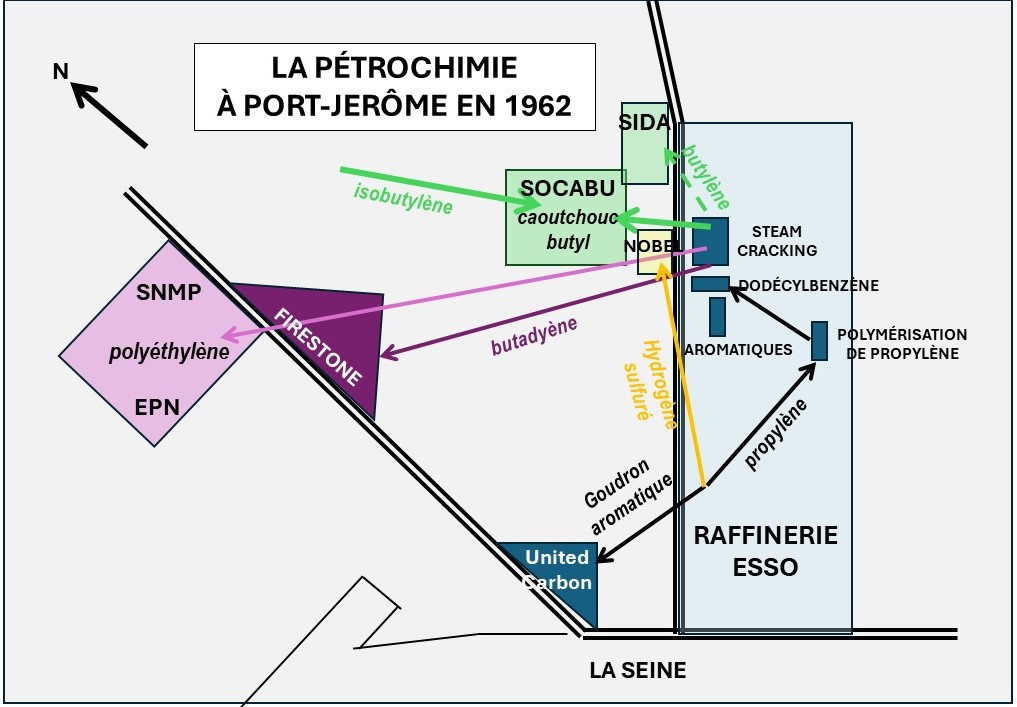
La pétrochimie à la raffinerie Esso de Port-Jérôme en 1962

En mars 1955, Esso Standard s'allie avec la Compagnie française de raffinage (devenue Total) pour créer la Socabu (Société du Caoutchouc Butyl). La Socabu doit construire à Port-Jérôme, sur un terrain proche de celui de la raffinerie, une usine pour produire, à partir de l'isobutylène fourni par la raffinerie de Port-Jérôme et celle de Gonfreville-L'Orcher, 20 000 tonnes par an de caoutchouc butyl destiné à la fabrication de chambres à air ou du revêtement intérieur de pneus tubeless (sans chambre). L'usine est mise en service en 1959. Doit être construite dans le périmètre de la raffinerie une unité de fabrication de tétrapropyl-benzène, matière de base pour la fabrication de détergents de synthèse.
En 1962, Esso fournit du butylène à la Société industrielle des dérivés de l'acétylène (SIDA), de l'isobutylène à la SOCABU, de l'hydrogène sulfuré à Nobel-Bozel, de l'éthylène à la Société normande de matières plastiques (SNMP) et à Ethylène plastique Normandie (EPN), du butadiène à Firestone, du goudron aromatique à United Carbon.
Le développement des activités pétrochimiques d'Esso et les différences de structures et de règles entre l'industrie pétrolière et l'industrie chimique amènent le conseil d'administration d'Esso à créer le 3 janvier 1967 une filiale spécialisée sous le nom « Esso-Chimie », essentiellement par apport des activités et installations pétrochimiques des raffineries. Esso Standard fournit à Esso-Chimie la quasi totalité des matières premières et reprend une partie de ses sous-produits .

### Les années 1960:  modernisation et croissance
En 1963, le site bat son record de production en fuel domestique pour répondre à la hausse d'une demande accrue face à la rigueur de l'hiver. On note cette même année l'arrêt pour inspection technique de plusieurs unités (Distillation, cracking catalytique, reforming catalytique).
La mise en service de la raffinerie de Fos en septembre 1965 permet de réduire sensiblement la production à Port-Jérôme en 1966 pour permettre un très important réaménagement des installations. La construction d'une nouvelle unité de distillation de grande capacité entrée en service fin décembre 1966 entraîne la mise hors service et le démontage des anciennes unités de distillation et de la première des unités de cracking catalytique.
Deux ans et demi après sa mise en service, la capacité de la nouvelle unité de distillation est augmentée de 20%, grâce à 6 semaines de travaux en juin-juillet 1969. Port-Jérôme a doublé son potentiel de traitement en 15 ans.

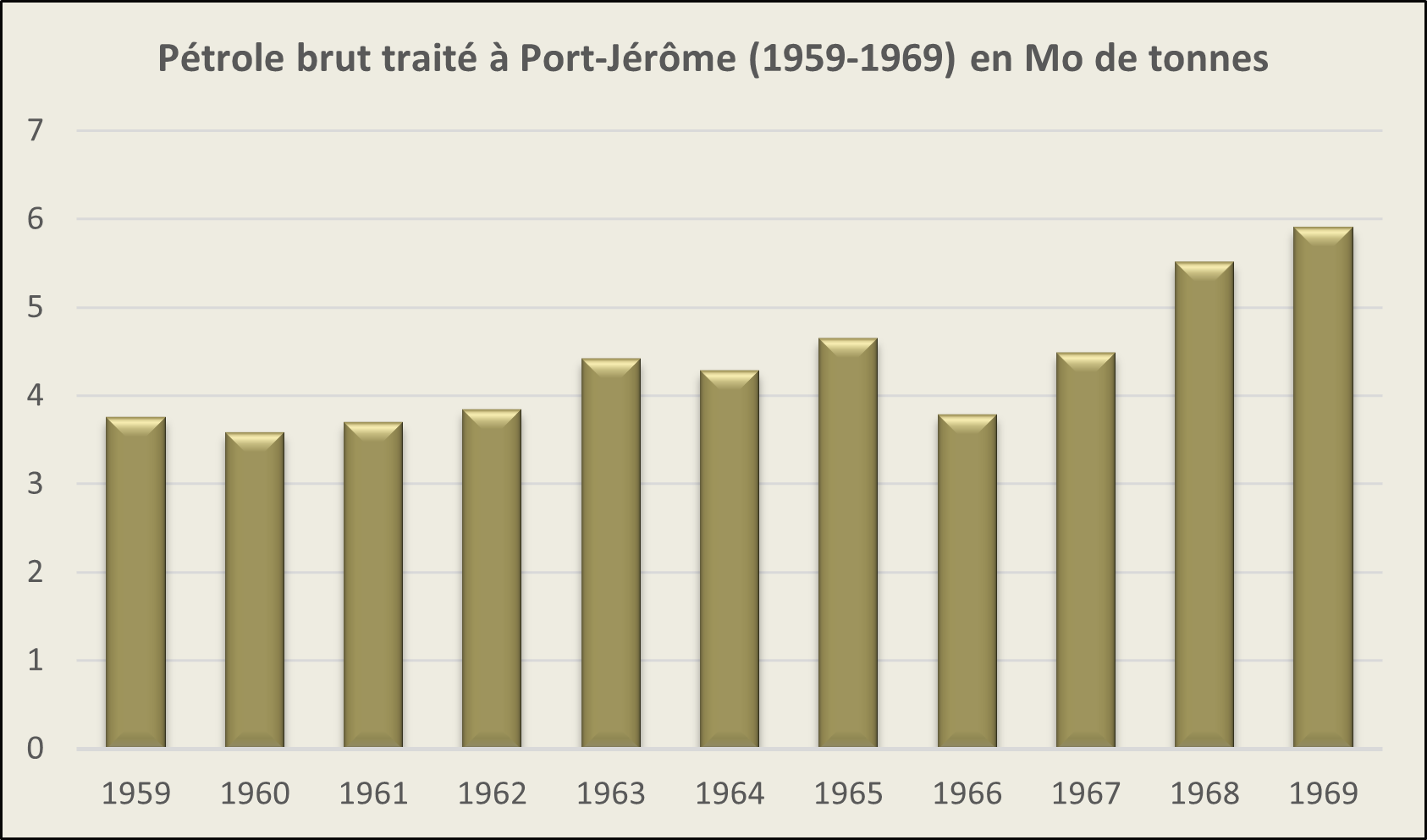
Évolution du tonnage de pétrole brut traité à Port-Jérôme 1959-1969.

### Les années 1970: des records de production
La mise en service de nouvelles unités structurantes permet à la raffinerie de battre dans la décennie 1970 des records de production. Dès 1970, les 7 millions de tonnes de brut transformées dépassent de 18,5% la quantité traitée de l'année précédente. Au début de 1974 on met en service  l'unité de production catalytique d'huiles blanches sur un procédé Esso, l'une des plus grandes du monde pour ce type de produits. Elle remplace les anciens équipements de la raffinerie de La Mailleraye qui produisait environ 15 000 tonnes par an des mêmes types d'huiles. La Mailleraye est fermée courant 1974 et l'usine d'huile de Gennevilliers est arrêtée à la fin de la même année. Toute la production de lubrifiants est ainsi regroupée à Port-Jérôme en 1975 pour une production d'environ 25 000 tonnes expédiées sur l'ensemble du territoire national.
La protection de l'environnement motive l'implantation d'une nouvelle unité de désulfuration des gas-oils et fuels domestiques, opérationnelle en 1974 et la poursuite et l'amplification des dispositifs d'amélioration des rejets d’eaux usées dans la Seine pour un investissement de 30 millions de francs entre 1970 et 1974. Fin 1975, sont mises en route des installations modernes de génération de vapeur et d'électricité en association avec Esso-Chimie et Socabu, soit deux chaudières à haute pression et deux alternateurs pour économiser l'énergie. On implante un système d'élimination automatique des fumées des torches en mettant en oeuvre le brevet d'un ingénieur Esso qui a reçu le prix 1975 du Conseil supérieur des établissements classés. En 1976, Port-Jérôme enregistre un nouveau record de production avec 7,7 millions de tonnes traitées. En 1978 la capacité du cracking catalytique est augmentée de 25%.

### Aléas de production et record de sécurité dans les années 1980
Le début de l'année 1980 est marqué par l'entrée en service de la nouvelle unité de déparaffinage des huiles d'une capacité de 370 000 tonnes par an dont une partie importante est destinée à l'exportation. La suite de la décennie voit se développer les efforts de réduction des coûts de production, économies d'énergie et automatisation des process et des contrôles. Un ralentissement de la demande entraîne à Port-Jérôme comme à Fos et à Bordeaux une diminution de l'activité en 1982 et au premier semestre 1983. Puis, à partir de l'arrêt définitif de l'activité à Bordeaux, le 15 juillet 1983 la raffinerie de Port-Jérôme fonctionne à pleine capacité. Cette forte activité se réalise dans la plus grande vigilance face aux risques ce qui permet à l'établissement de franchir, le 3 janvier 1985, le cap des 3 millions d'heures de travail sans accident avec arrêt. Cette période de 670 jours sans accident est la plus longue période-record enregistrée depuis la création de la raffinerie.
Dans le prolongement de cette performance, sont poursuivies les améliorations du traitement des effluents et, dans le cadre de la prévention des risques technologiques majeurs, une mise à jour des études de danger et un renforcement des plans d'urgence ont été entrepris en 1986. La poursuite de la stratégie de réduction des coûts, en particulier dans le domaine de l'entretien, a conduit à diminuer de 10% les effectifs de la raffinerie en 1987. A la fin de la décennie, on note une production élevée de 450 000 tonnes d'huiles, incluant un record de la production pour les huiles blanches et médicinales qui couvre les besoins mondiaux du groupe Exxon.

### Les diversifications des années 1990
Août 1990 : le déclenchement de la  Guerre du Golfe entraîne l'arrêt immédiat des exportations de brut irakien. Face à la diversification des nouvelles sources d'approvisionnement la raffinerie doit rapidement adapter ses unités pour traiter des bruts de qualités et caractéristiques différentes. On note l'année suivante la mise en service d'une deuxième unité de traitement d'huiles blanches. Cette même année 1991, la raffinerie a dû lancer la construction d'une unité d'alkylation permettant de produire de l'essence sans plomb conservant le même indice d'octane. Il s'agit de répondre aux changements de comportement des consommateurs, de plus en plus sensibles aux dangers des produits composants les essences, plus précisément au plomb tétraéthyle. L'unité opérationnelle en 1993 anticipe ainsi de plusieurs années l'interdiction à la vente dans l’Union européenne à partir de l'an 2000 des carburants pour automobiles ordinaires contenant du tétraéthylplomb.
L'amélioration de la sécurité des installations prend le relais en termes de travaux. A la demande des Pouvoirs publics, 1993 voit le début de la construction de réservoirs de gaz sous talus pour le stockage de ces produits encore conservés dans des sphères aériennes. La raffinerie traite en 1996 7,3 millions de tonnes, soit légèrement moins que vingt ans plus tôt. Entretemps la nature des productions a considérablement évolué par réduction de la part des produits lourds et la forte augmentation des produits à forte valeur ajoutée destiné à la pétrochimie, à l'instar de la nouvelle unité de polypropylène démarrée en 1997.

### Directeurs de la Raffinerie de Port-Jérôme

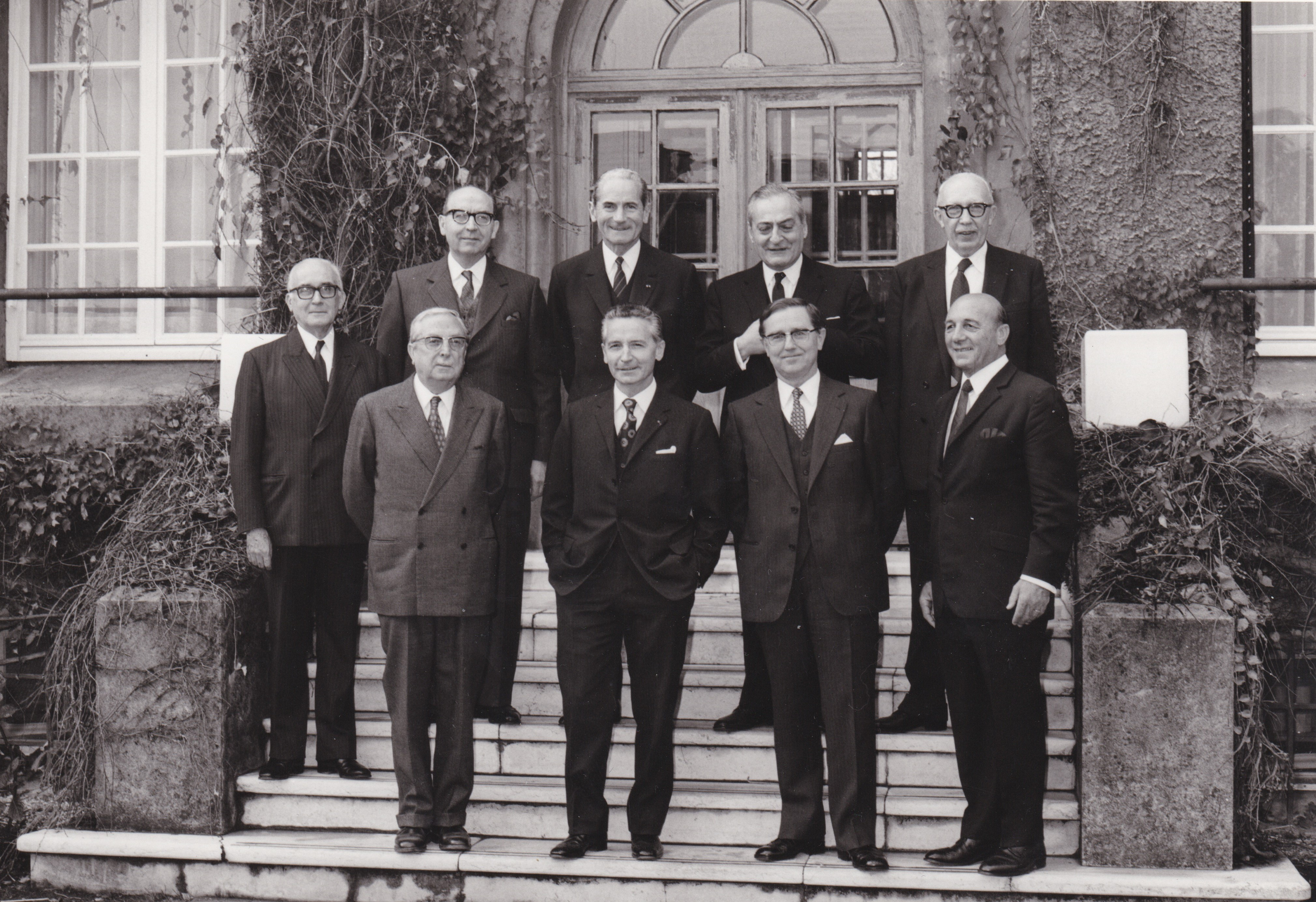
Réunion d'anciens directeurs de la raffinerie Esso de Port-Jérôme. Hôtel de la Petite campagne. 13 novembre 1971.

La raffinerie Esso a compté notamment comme directeurs MM.
- Donald Ferguson (1933-1936),
- Raymond Bernard Young (1936-1940)[33],
- Antoine Gotard (1945-1955, ex-directeur opérations 1933-1940),
- Georges Mélik-Noubaroff (1955-1958),
- Lucien Hemmer (1958-1960),
- Jean Massonneau (1960-1965)[34],
- Henri Lamaison (1965-1966)[35],
- Jules Demarcq (1967-1969),
- Roger Brossard (1970-1973),
- Marcel Aubert (1973-1980),
- Jean Verré (1981-1982),
- Hugues Fanneau de la Horie (1982-1986),
- Charles Pompei (1986-1992),
- Marcel Pottier (1992-1995),
- Julien Servat,
- Jean-Yves Lemeur,
- Raf De Loenen
- et Dwight Tozer.

### Objets commémoratifs de Port-Jérôme
- Plaque commémorative de l'inauguration

Lors de l'inauguration en 1934, les administrateurs de la Société Franco-Américaine de raffinage et plusieurs personnalités reçoivent une plaque commémorative en cuivre jaune de 105 mm par 63 mm, créée par le designer cubiste Gustave Miklos sur une commande de Jacques André, administrateur de la société, tirée à 200 exemplaires par la Monnaie de Paris. La plaque représente, à l'avers, Minerve sortant des flammes, debout devant deux derricks, au revers, l'inscription « Standard Franco-américaine de raffinage inauguration de la raffinerie de Port-Jérôme, 1933-1934 » (Voir en ligne).
- Médaille du cinquantenaire

La médaille du cinquantenaire 1933-1983, en bronze, d'un diamètre de 68 mm, pèse 175 g. Elle présente, à l'avers, les deux dates « 1933 » « 1983 » sur un fond de lignes horizontales symbolisant l'écoulement du temps et le texte « Raffinerie Esso Port-Jérôme », au revers, une composition stylisée, évoquant les unités techniques de l'usine, et le texte « J. L. Coppin d'après L. Ballon ».

## La raffinerie de Port-Jérôme-Gravenchon depuis 2001
L'ensemble industriel actuel résulte de la fusion de la raffinerie Esso de Port-Jérôme et de la raffinerie Mobil (ex Vacuum) de Gravenchon, à la suite de la fusion au niveau mondial d'Exxon et de Mobil le 30 novembre 1999 qui a donné naissance au groupe ExxonMobil. C'est le seul cas au monde où deux raffineries, l'une du groupe Exxon, l'autre du groupe Mobil étaient adjacentes et partageaient une limite commune longue de 3 Km.

### Produits et capacités
La raffinerie peut traiter jusqu'à 12 millions de tonnes de pétrole brut par an acheminé par oléoducs depuis le port du Havre-Antifer. Elle produit des huiles de base (capacité proche d'un million de tonnes par an) et des huiles blanches (huiles minérales très purifiées). Outre des unités de distillation, afin d'optimiser le raffinage du pétrole, elle est équipée d'unités de conversion (craqueur catalytique, Gofiner - conversion profonde -, …) et de fabrication de carburants (reformer catalytique isomérisation, alkylation). Elle est également une importante raffinerie de production de bitumes et de gaz (propane et butane).
Un site pétrochimique lui est associé dont l'unité principale est un vapocraqueur. Des unités de polymérisation de propylène et d'éthylène, de fabrication de résines et de production d'additifs pour lubrifiants complètent le site.